# Abonos i slonovača
Abonos i slonovača je sveska Zagora objavljena u svesci #190. u izdanju Veselog četvrtka. Na kioscima u Srbiji se pojavila 25. avgusta 2022. Koštala je 350 din (2,9 €; 3,03 $). Imala je 94 strane. Ovo je 1. deo duže epizode koja je započela u svesci Mutantova kći (#188) pod nazivom Koreni mržnje (str. 43-98).

## Originalna epizoda
Originalna sveska pod nazivom L'ebano e l'avorio objavljena je premijerno u #658. regularne edicije Zagora u izdanju Bonelija u Italiji 2. maja 2020. Epizodu je nacrtao Fabricio Ruso, a scenario napisao Roberto Altariva. Naslovnu stranu je nacrtao Alesandro Pičineli. Cena sveske za evropskom tržištu iznosila je 4,4 €. 

## Kratak sadržaj
Ovaj deo započinje u #189. na str. 43: Trojica crnaca pokrivenih lica ubili su i opljačkali kauboja sa ranča lokalnog tajkuna Virdžila Bojda blizu Grin Kornera. Bojdovi kauboji raspiruju mržnju prema crncima u Grin Korneru. Najveći broj crnaca (bivših robova) živi u koloniji Nova Nada koju je osnova belac Voters. (Pljačkaše je unajmio sam Bojd.) Meštani se spremaju da ličnuju jednog crnca iz kolonije, ali Zagor sprečava da se to desi. Zagor i Čiko prate Votersa do kolonije, ali grupa bojdovi ljudi samoinicijativno kreću da ubiju nekoliko stanovnika kolonije.
Kratak sadržaj radnje #190. Zagor uspeva da spreči napad Bojdovih ljudi na zajednicu Nova nada. Bojd se razbesni kada sazna da su njegovi ljudi to učinili na svoju ruku. Evelin, Bojdova ćerka, koja je krišom čula očev razgovor o pljačkašima iz pećine, odlazi samostalno da potraži pećinu i tamo saznaje da su trojica crnaca plaćeni od njenog oca da izazovu nerede u Grin korneru kako bi rasplamsali mržnju prema crncima (koji većinom žive u Novoj nadi). Trojica plaćenika otkrivaju da ih Evelin prisluškuje i ubijaju je (ne znajući da je ćerka čoveka koji ih plaća). Jedan od Bojdovih ljudi hvata Džeroma, crnca sa Nove nade sa kojim se Evelin tajno viđala i optužuje ga za njenu smrt. Zagor spašava Džeroma i vodi ga u Grin korner da ga preda šerifu u nadi da će tamo biti bezbedan. (Bojd mrzi crnce jer je kao dete prisustvo pobuni robova na plantaži njegovog oca, kojeg su crnci ubili na njegove oči.) Bojd trojici plaćenika daje novi zadatak sa ciljem da izazove još veću mržnju prema zajednici Nova nada.

## Prethodna i naredna epizoda
Prethodna sveska Zagora nosila je naslov Ubistveni um (#189), a naredna Grad nade (#191).